# Cry Wolf
Cry Wolf (stiliserat som Cry_Wolf) är en amerikansk slasherfilm från 2005 i regi av Jeff Wadlow, som även har skrivit manus tillsammans med Beau Bauman. I rollerna syns skådespelare som Julian Morris, Jon Bon Jovi, Lindy Booth, Jared Padalecki och Gary Cole.

## Handling
Filmens handling kretsar kring ett gäng tonårsstudenter på en avlägsen elitinternatskola, som en dag bestämmer sig för att leka en lek vid namn Cry Wolf, som går ut på att hitta på historier och sprida rykten om en ökänd seriemördare vid namn "The Wolf". Under tiden som dessa tonåringar leker denna till synes helt oskyldiga lek, blir deras påhittade mordhistorier om seriemördaren "The Wolf" verklighet, då en död kvinnokropp hittas i närheten av deras campus. Och när slumpmässigt utvalda offer sedan börjar att dö en efter en, övergår helt plötsligt denna lek till att bli ett enda stort blodigt allvar på liv och död.

## Rollista
| Julian Morris      | – Owen Matthews       |
| Lindy Booth        | – Dodger Allen        |
| Jared Padalecki    | – Tom Jordan          |
| Jon Bon Jovi       | – Rich Walker         |
| Sandra McCoy       | – Mercedes            |
| Paul James         | – Lewis               |
| Kristy Wu          | – Regina              |
| Jesse Janzen       | – Randall Hodge       |
| Ethan Cohn         | – Graham              |
| Gary Cole          | – Mr. Matthews        |
| Anna Deavere Smith | – Rektor Tinsley      |
| Erica Yates        | – Becky Roberts       |
| Ashley Davis       | – Laura               |
| Jane Beard         | – Miss McNally        |
| Michael Kennedy    | – Mr. Allen (väktare) |